# Подлесное (Тамбовская область)
Подлесное — село в Сосновском районе Тамбовской области России. Административный центр Подлесного сельсовета.
Численность населения — 1057 чел. (2013 год).

## География
Село Подлесное располагается в 13 км от административного центра района — пгт Сосновка, на берегу реки Челновая.

## История
Первое название села — «Казинки», позже получило название Нижние (Малые) Пупки (от «пуп» — «высота»). Датой основания села принято считать 1648 год. В копиях писцовых книг князя Д. Несвицкого 1650-1652 годов содержится первое упоминание о селе: «Село Малые Пупки на реке Челновой меж козиной шеи». В то время в селе было 55 дворов и проживало 220 человек.
Здесь по реке Челновой, начиная с XIV века, проходила «сторожевая стёжка», по которой патрулировали «конные воинские люди», наблюдавшие за появлением татарских войск. О результатах эти люди докладывали в города Шацк, Рязань и Москву. Сторожевая служба продолжалась 70 лет, вплоть до царствования Петра I .
До 1917 года — это Малопупковская волость Козловского уезда Тамбовской губернии.
В центре села находилась деревянная церковь и памятник царю Александру II. Здесь были две школы: земская и церковно-приходская.
В Советский период в середине 1918 года началось эсеровское восстание, в 1920 году — антоновское. Первый колхоз «Красное знамя» организован в 1929 году. В годы Великой Отечественной войны более 800 жителей ушли на фронт, погибло — 413. В память о них односельчане соорудили обелиск «Они сражались за Родину».
В 1959 г. указом Президиума Верховного Совета РСФСР село Нижние Пупки переименовано в Подлесное.

## Достопримечательности

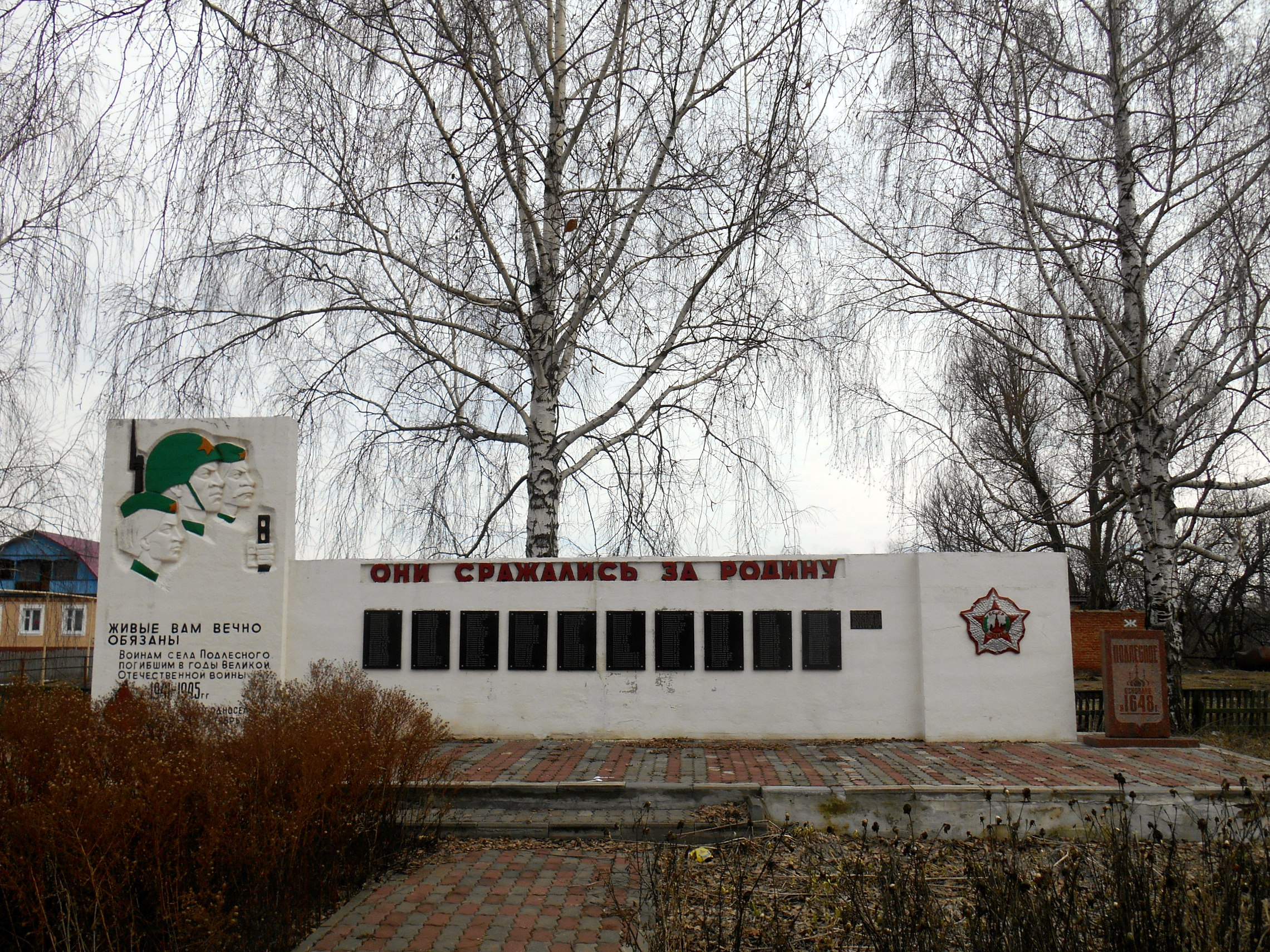
Памятник войнам-землякам, погибшим в годы ВОВ.

## Население
| 2010 | 2012  | 2013  |
| ---- | ----- | ----- |
| 1089 | ↘1076 | ↘1057 |

## Статьи
Статья о селе Подлесном на краеведческом сайте Алексея Пенягина